# Swilland
Swilland est un village du Suffolk (Angleterre), situé dans le district d'East Suffolk, à 8 kilomètres de Ipswich. Sa population est de 163 habitants (2011). Dans le Domesday Book de 1086, il est cité sous le nom de Suinlanda.